# Gerrit Bol
Gerrit Bol (Ámsterdam, Países Bajos, 29 de mayo de 1906-1 de noviembre de 1989) fue un matemático neerlandés especializado en geometría. Es conocido por introducir los bucles de Bol en 1937, y por la conjectura de Bol sobre puntos sextácticos.

## Vida
Bol obtuvo su doctorado en 1928 en la Universidad de Leiden con matemático neerlandés Willem van der Woude. En la década de 1930, trabajó en la Universidad de Hamburgo sobre la geometría de redes bajo la supervisión de Wilhelm Blaschke, y más tarde en geometría diferencial proyectiva. En 1931 obtuvo la habilitación.
En 1933 Bol firmó el Juramento de Lealtad de Profesores Alemanes a Adolf Hitler y al Estado Nacional Socialista.
En 1942-1945, durante la Segunda Guerra Mundial, Bol luchó en el lado neerlandés y fue hecho prisionero. Posteriormente fue liberado bajo la autoridad de Blaschke. Tras la guerra, Bol se convirtió en profesor en la Universidad de Friburgo hasta que se retiró en 1971.

## Obras
- G. Bol (1934). «Über Drei-Gewebe im vierdimensionalen Raum». Mathematische Annalen. pp. 431-463.
- G. Bol (1938). «mit Wilhelm Blaschke: Geometrie der Gewebe. Topologische Fragen der Differentialgeometrie». Julius Springer, Berlin.
- G. Bol (1942). «Über Eikörper mit Vieleckschatten». Mathematische Zeitschrift. pp. 227-246.
- G. Bol (1948). Elemente der analytischen Geometrie 1. Vandenhoeck & Ruprecht, Göttingen.
- G. Bol (1949). Elemente der analytischen Geometrie 2. Vandenhoeck & Ruprecht, Göttingen.
- G. Bol (1950). Projektive Differentialgeometrie 1. Vandenhoeck & Ruprecht, Göttingen.
- G. Bol (1954). Projektive Differentialgeometrie 2. Vandenhoeck & Ruprecht, Göttingen.
- G. Bol (1967). Projektive Differentialgeometrie 3. Vandenhoeck & Ruprecht, Göttingen.